# Catenina
Les catenines són proteïnes de cèl·lules animals involucrades en els processos d'adhesió cel·lular mediats per cadherines. De les quatre catenines conegudes, alfa, beta, gamma i delta, l'alfa i la beta van ser identificades el 1985. El seu nom, del llatí catena, fa referència al seu paper com a nexe entre el citoesquelet i les cadherines.
La catenina alfa pot unir-se tant a la catenina beta com a l'actina (una proteïna capaç d'associar-se per formar filaments i que és una part fonamental del citoesquelet). Les catenines beta s'associen al domini citoplasmàtic d'algunes cadherines (que són unes proteïnes transmembrana dependents de calci que intervenen en l'adhesió cel·lular).
La seva funció està lligada a l'íntima associació de cèl·lules adjacents. Per exemple són components de les unions denominades zonula adherens. De fet, els ratolins transgènics que tenen una baixa quantitat de catenina beta en les seves cèl·lules endotelials presenten una unió més laxa entre elles. Estructuralment tenen dominis d'interacció amb altres proteïnes que permeten reclutar complexos de diversos components, per exemple, les cadherinas s'associen a l'alfa-catenina, que interacciona amb la vinculina, alfa-actinina i finalment amb l'actina.